# 川崎縦貫高速鉄道
川崎縦貫高速鉄道（かわさきじゅうかんこうそくてつどう）は、1960年代より川崎市が運輸省（当時）の審議会答申を受け、新百合ヶ丘駅 - 川崎駅間に建設を計画していた鉄道路線（未成線）。川崎市交通局を事業主体とする地下鉄路線として計画されていたことから川崎市営地下鉄とも呼ばれた。
計画ルートはたびたび変更されている。2000年の運輸政策審議会答申第18号で、新百合ヶ丘 - 川崎間が2015年度までに開業すべき路線と位置づけられ、新百合ヶ丘駅から東急東横線元住吉駅を経て川崎駅（その先は京急大師線との乗り入れ）を目指していた。このうち新百合ヶ丘 - 元住吉間で鉄道事業許可が取得され、環境アセスメント調査まで実施していたが、2005年に同区間の事業許可を廃止した上で新百合ヶ丘駅 - 武蔵小杉駅間の計画に変更された後、2012年度をもって会計が廃止された。その後も整備計画は進まず、2015年度をもって計画休止となり、2018年3月に総合都市交通計画の中間見直しの中で計画廃止が決定された。

## 歴史

### 計画の発端
川崎市内に地下鉄を整備する構想は1960年代に持ち上がり、運輸省（当時）の諮問機関である都市交通審議会は1966年（昭和41年）7月、都市交通審議会答申第9号「横浜及びその周辺における旅客輸送力の整備増強に関する基本計画について」を策定した。この答申では川崎市を縦断する地下鉄として5号線（大師河原 - 末吉橋 - 元住吉 - 長沢 - 百合ヶ丘）の整備を盛り込んでおり、これが川崎縦貫高速鉄道の原型となっている。
1973年（昭和48年）に川崎市は「北部副都心構想」で、小田急小田原線と多摩線の分岐点として開業が決定していた新百合ヶ丘駅（翌1974年開業）周辺を市北西部の拠点として開発すると発表。川崎縦貫高速鉄道の起点も百合ヶ丘から新百合ヶ丘に変更された。

### 武蔵野南線旅客化計画の頓挫
しかし、1980年代後半になると国の方針が変わり、1985年（昭和60年）7月に都市交通審議会答申9号などの改定版として策定された運輸政策審議会答申第7号では、鉄道貨物輸送の衰退で貨物線の輸送力に余力が発生していた当時の状況を踏まえ、貨物線の旅客線化によって建設費の低減を図ることが主要な柱の一つとして位置づけられた。
この答申第7号を受け、川崎市においても武蔵野線の貨物線区間である武蔵野南線（鶴見 - 府中本町間）を活用して府中本町 - 新川崎 - 川崎間に旅客線を整備し、あわせて新百合ヶ丘駅から武蔵野南線への接続線を整備するものとした。このため都市交通審議会9号答申で盛り込まれていた大師河原 - 百合ヶ丘間の地下鉄は削除されている。
答申第7号をもとに、川崎市は縦貫高速鉄道基礎調査を行って1992年（平成4年）3月に発表した。その内容は、新百合ヶ丘駅から武蔵野南線への接続線を新設し、梶ヶ谷貨物ターミナル駅から乗り入れて武蔵小杉駅を経由して新川崎地区の新設駅（新川崎駅）に至るもので、新川崎地区の新駅以東については、川崎駅までを神奈川東部方面線の一部として新設し、川崎駅において連続立体交差事業により地下化される京急大師線に乗り入れるというものだった。
だがその間に国鉄が分割民営化され、1987年（昭和62年）4月1日にJR各社が発足した。それまでの答申は国鉄時代の状況を前提として出されていたが、民営化後のJR東日本とJR貨物は武蔵野南線の旅客線化には消極的な態度を取った。その理由として、JRは山手貨物線の旅客線化に伴う貨物輸送の受け皿として武蔵野南線を重要視しており、また、武蔵野南線が南武線の近くを通るため旅客需要が見込めないと考えたことなどが挙げられる。
これに対して川崎市は、初期整備区間を武蔵野南線に直接接続しない新百合ヶ丘 - 東急田園都市線間に絞って検討を進めたが、JR東日本の姿勢は変わらず、計画は頓挫することとなった。

### 新線建設への転換
JR東日本の協力が得られなかったため、川崎市は1995年（平成7年）頃から、新百合ヶ丘 - 川崎間すべてを新線で整備する方針へと転換した。事業主体は当初は第三セクターとされていたが、後に川崎市交通局を事業主体とする市営地下鉄として整備する方針に変更した。1996年（平成8年）頃から川崎市の交通政策計画として整備が研究され、新百合ヶ丘から宮前平駅を経由して東急東横線に接続する路線として建設する計画がまとまっていった。さらに1999年（平成11年）7月には小田急電鉄と新百合ヶ丘駅での相互乗り入れの協議を行っていることも公表した。
ところが、新百合ヶ丘 - 川崎間の全区間新線整備計画と小田急との乗り入れ構想により、神奈川東部方面線の新川崎地区新駅 - 川崎駅整備と京急大師線への乗り入れ構想は宙に浮いてしまった。また一方で、小田急との乗り入れ協議は結局不調に終わり実現しなかった。このため運輸政策審議会が調停に乗り出し、神奈川東部方面線の新川崎地区新駅 - 川崎駅整備を取り止め、新百合ヶ丘 - 川崎間を京急仕様で建設して京急大師線へと相互乗り入れする計画に変更された。
その後、川崎市議会が全会一致によって地下鉄整備方針を決議したことを受け、2000年（平成12年）1月に国土交通省により策定された運輸政策審議会7号答申の改定版となる運輸政策審議会答申第18号で、新百合ヶ丘 - 宮前平 - 元住吉 - 川崎間が「目標年次（2015年度）までに開業することが適当である路線」（A1路線）に指定されると、2000年代前半には着工に向けての動きが本格化する。川崎市は元住吉を境に新百合ヶ丘側を初期整備区間、川崎側を2期整備区間として段階的に整備することとし、2001年（平成13年）5月に新百合ヶ丘 - 元住吉間の第一種鉄道事業許可を受け、事業が本格的に立ち上がり環境影響調査が実施された。

### 計画凍結とルート再変更
2001年10月の川崎市長選挙では地下鉄計画が争点となり、「地下鉄計画は原則推進」と表明して出馬した元官僚・大学教授の阿部孝夫が、建設推進派で現職の高橋清や建設見直しを主張する対立候補を破って初当選した。
阿部市長は学識者と市民で構成された「川崎縦貫高速鉄道線研究会」を設置して事業費の削減を検討させ、研究会は小田急多摩線との相互直通化や車両基地の建設中止などを提言した。当時は川崎市の財政が一時的に黒字でなくなったこともあり、経済環境の厳しさを説明する前書きが設問の前に付されたアンケートを、2003年5月に沿線地域に限らず全市域の市民1万人を対象に実施した。アンケート結果は
「財政好転まで延期」40.0%・「事業中止すべき」32.9%・「予定どおり建設」15.8%・「わからない」11.2%であった。この結果を受け、同年6月に阿部市長は計画を5年間凍結することを決定した。
その後、5年を待たずして川崎市の財政は黒字化したが、2005年に阿部市長は川崎縦貫高速鉄道の採算性を高めるとの理由で再度のルート変更を指示した。2005年3月、初期整備区間の終点を東急線しか接続できない元住吉駅から、JRと東急の双方とも接続でき、当時建設予定（2010年3月開業）であった横須賀線の駅を介して東京駅方面への連絡も可能である武蔵小杉駅へ変更した。川崎フロンターレの本拠地である等々力陸上競技場をはじめ、川崎市の大型公共施設が集中する等々力緑地を経由地に加える方針が決定され、新百合ヶ丘駅 - 武蔵小杉駅ルート（1期線）の新たな計画概要が発表された。この計画では国の事業許可を得ていた計画よりもさらに短く、22年で利用料金により建設費用を完済でき黒字に転換するという試算が得られ、新百合ヶ丘・宮前平など経由都市の整備や経済効果に対する期待から事業の動向が注目された。
川崎市は、国の事業許可を受けて補助採択がなされ、環境アセスメント調査まで実施されていた新百合ヶ丘 - 元住吉間の事業廃止を決定。2005年9月9日に同区間の鉄道事業の廃止届を国土交通省に提出し、翌2006年4月1日に同区間の第一種鉄道事業が廃止された。
2007年12月5日、川崎市交通局は市議会本会議で、2008年度の地下鉄事業認可取得が困難であると答弁している。

### 計画廃止まで
2009年（平成21年）10月25日に市長選挙が行われ、地下鉄計画の是非が再び争点となった。反対派の元神奈川県議会議員・福田紀彦も出馬したが、計画推進を掲げた阿部孝夫が再選された。阿部市長は同年12月に有識者で構成される検討委員会を改めて設置し、蓄電池や燃料電池を用いた新技術の導入検討も含め、交通システムの比較検討などを行い、2年程度かけてコストの削減策や事業方針をまとめることを指示した。
2012年（平成24年）5月28日、川崎市の委託を受けた「新技術による川崎縦貫鉄道整備推進検討委員会」（委員長・大西隆東京大学大学院教授）が検討結果の提言書を提出した。提言書では燃料電池による地下鉄車両の実現は現時点では技術的に難しいこと、将来の人口減少など計画当初との社会環境の変化を前提とした収支検討が必要なことなどが指摘された。
検討委員会の提言を受け、翌2013年（平成25年）1月28日に阿部市長は記者会見で、2012年度をもって新百合ヶ丘 - 武蔵小杉間での計画に対し設けられていた高速鉄道事業会計を廃止することを明らかにした。市長のこの発言を受け、地下鉄建設を推進してきた地域住民団体「川崎縦貫高速鉄道建設を進める会」は解散した。
2013年（平成25年）10月27日の市長選挙では、市長を3期務めた阿部孝夫は自身の制定した多選自粛条例に基づき出馬せず、選挙戦では事実上の後継として川崎市財政局長の秀嶋善雄を支援したが、2009年（平成21年）の市長選では阿部の対立候補であった地下鉄反対派の福田紀彦が再出馬し、秀嶋を破り当選して市長が交代した。
2015年（平成27年）7月、川崎市は「計画策定当初より市の財政状況が悪化し、財政負担が過大で事業着手できる状況にない」と判断して本計画を休止。2015年度の交通政策審議会への提案を見送った。
2018年（平成30年）3月、川崎市総合都市交通計画の中間見直しにおいて、本計画の廃止が正式に決定した。

## 年表
- 1963年3月 川崎市が「総合計画書」を発表。東南部へ集中する人口・産業を積極的に西北部へ移行させることを目標とし、縦断交通路の整備に重点を置くとした[8]。市西北部と臨海部を結ぶ縦断交通としてモノレールを想定していた[9]。
- 1966年7月15日 都市交通審議会答申第9号にて大師河原 - 百合ヶ丘間の地下鉄整備が盛り込まれる。
- 1968年3月 （財）国土計画協会が設置した「川崎市高速鉄道建設計画委員会」（委員長・八十島義之助、委員・井上孝ほか）が、「川崎市高速鉄道建設計画調査報告書」を発表[10]。
- 1973年
  - 11月 川崎市が新百合ヶ丘周辺を拠点として開発する「北部副都心構想」を発表。
  - 川崎市が「川崎市における交通輸送機関の最適ネットワーク形成のための調査報告書」を発表。縦貫高速鉄道の起点を新百合ヶ丘に変更。縦貫高速鉄道は最短距離で建設し、多摩区・高津区の空白地は都市モノレールで補完するとした。[9]
- 1976年3月 川崎市が「昭和50年度川崎市都市モノレール計画関連基礎調査報告書」を発表[9]。1974年に開業した聖マリアンナ医科大学病院と縦貫高速鉄道の間を都市モノレールで連絡するとした。
- 1982年2月 麻生区と宮前区の同年7月設置に先立ち、麻生区役所の最寄り駅新百合ヶ丘と宮前区役所の最寄り駅宮前平に地下鉄を通す計画を川崎市が公表[11]。
- 1983年 川崎市が都市モノレール計画を撤回[9]。これにより、縦貫高速鉄道のルートは聖マリアンナ医科大学病院経由に変更される。
- 1984年 川崎市が9号答申を受けた基礎調査結果を発表。新百合ヶ丘 - 宮前平 - 元住吉 - 新川崎 - 川崎 - 塩浜間の28km[12][13]。
- 1985年
  - 7月11日 運輸政策審議会答申第7号にて、武蔵野南線の旅客線化と新百合ヶ丘駅から武蔵野南線への接続線の整備が盛り込まれる（大師河原 - 百合ヶ丘間の地下鉄整備は削除）。
  - 京急大師線を連続立体交差化し、神奈川東部方面線（川崎 - 新横浜間）と相互直通運転する計画を川崎市が始める[14]。
- 1986年 新鶴見操車場跡地の小倉跨線橋付近に横須賀線新駅（新川崎地区新駅）を設置する構想を、川崎市が公表。[15]武蔵野南線の新駅も併設する構想だった。
- 1990年 神奈川東部方面線（川崎 - 新横浜間）を新川崎地区新駅を経由させ、新川崎地区新駅 - 川崎間を先行建設する構想を川崎市が公表[16][17]。
- 1992年 川崎市が7号答申を受けた基礎調査結果を発表。新百合ヶ丘から武蔵野南線への接続線は「新百合ヶ丘駅 - 梶ヶ谷貨物ターミナル駅」の区間とした[18]。
- 1993年 川崎市が総合計画「川崎新時代2010 プラン」を発表。市内縦貫方向の交通軸として、多摩川軸とともに「黒川・若葉台 - 新百合ヶ丘 - 宮前平・鷺沼 - 梶ヶ谷 - 元住吉 - 新川崎 - 川崎」の「丘陵軸」を2010年を目標に整備するとした。以後、2005年発表の総合計画「川崎再生フロンティアプラン」によって更新されるまで、この計画が川崎縦貫高速鉄道建設ルートの根拠とされた。
- 1996年10月1日 川崎市議会議長名で総理大臣等へ意見書提出。
- 1997年3月 川崎市公共交通計画調査委員会が「21世紀における川崎市の鉄道整備のあり方」を提言。武蔵野南線活用のみでなく、全線新線建設も検討すべきとした[19][20]。
- 1998年12月3日 事業主体を川崎市交通局（公営方式）とすること、「田園都市線との接続駅」を宮前平とすることを、川崎市が市議会で公表[21][22]。
- 1999年7月5日 小田急多摩線との相互乗り入れについて、小田急電鉄と協議していることを川崎市が市議会で公表[23][24]。
- 2000年
  - 1月27日 運輸政策審議会答申第18号にて「目標年次（2015年）までに開業することが適当である路線」（A1）に位置づけられる。
  - 12月 平成13年度政府予算案に新規採択路線として記載（後に補助対象として採択）。
- 2001年
  - 4月20日 初期整備区間（新百合ヶ丘 - 宮前平 - 元住吉）の第1種鉄道事業許可を申請。
  - 5月11日 初期整備区間の第1種鉄道事業許可を取得。
- 2003年
  - 5月1日 川崎市が事業計画の見直し案を公表（小田急多摩線乗り入れ、唐木田車両基地の利用による水沢車両基地の廃止など）。
  - 6月16日 川崎市議会にて「着工時期を計画より5年間程度延期する」との市長報告。
- 2005年
  - 1月 川崎市平成16年度再評価実施事業検討委員会報告にて計画の見直しを指摘。
  - 2月2日 市民から早期着工を求めた要望書と、署名4万6509名分が市長あてに提出される。
  - 2月17日 阿部孝夫市長が事業再評価対応方針案を市議会に提出。
  - 3月14日 対応方針案採択（武蔵小杉駅に接続する計画への方針変更）。
  - 8月29日 国土交通省鉄道局「平成18年度予算に向けた鉄道関係公共事業の事業評価結果及び概要について」にて「中止」との評価結果を記載。
  - 9月9日 新百合ヶ丘 - 元住吉間の第1種鉄道事業の廃止を届出（当初の廃止予定日は2006年9月30日）。
  - 11月4日 廃止予定日の繰り上げを届出。
- 2006年4月1日 新百合ヶ丘 - 元住吉間の第1種鉄道事業廃止。
- 2009年12月24日 「新技術による川崎縦貫鉄道整備推進検討委員会」第1回会合を開催。
- 2012年5月28日 「新技術による川崎縦貫鉄道整備推進検討委員会」が提言書を市に提出。
- 2013年1月28日 高速鉄道事業会計の閉鎖を発表。
- 2015年7月16日 計画休止を発表。年度内に開かれる交通政策審議会への提案を見送り[1]。
- 2018年3月 総合都市交通計画の中間見直しにおいて本計画の廃止が正式に決定[2]。

## 計画の変遷
ここでは、
- 1984年に川崎市が運輸政策審議会に提出した案：「1984年川崎市案」
- 1992年に川崎市が公表した案：「1992年川崎市案」
- 1998年に川崎市が運輸政策審議会に提出した案：「1998年川崎市案」
- 2001年の第1種鉄道事業許可時点での計画：「鉄道事業許可計画」
- 2003年に研究会が提出した見直し案：「2003年川崎市見直し案」
- 2005年の川崎市事業再評価対応方針で採択された案：「2005年川崎市見直し案」

として解説する。

### 1984年川崎市案
1984年に運輸政策審議会に提出した案。都市交通審議会答申第9号に位置づけられた路線をベースに、小田急多摩線と新百合ヶ丘駅の開業（1974年）、横須賀線新川崎駅の開業（1980年）、新百合ヶ丘への麻生区役所の設置と宮前平への宮前区役所の設置（1982年）などの市内の開発状況を反映したもの。塩浜 - 元住吉間を1992年から1996年までに建設、元住吉 - 新百合ヶ丘間を2001年までに建設するとしていた。
同時に、二俣川 - 新横浜 - 川崎 - 羽田空港間の羽田アクセス線も、神奈川県・横浜市と共同で運輸政策審議会に提出していた。
- 路線データ
  - 区間：新百合ヶ丘 - 塩浜
    - 初期整備区間：元住吉 - 塩浜
    - 2期整備区間：新百合ヶ丘 - 元住吉

  - 路線距離：約28km
    - 初期整備区間：約13km
    - 2期整備区間：約15km

  - 複線区間：全線複線
  - 電化区間：全線

- 設置駅
  - 公表されていたもの：新百合ヶ丘駅・長沢駅・医大前駅・蔵敷駅・犬蔵駅・宮前平駅・元住吉駅・新川崎駅・川崎駅・塩浜駅
- 建設事業費：5370億円[25]

### 1992年川崎市案
運輸政策審議会答申第7号に位置づけられた「新百合ヶ丘駅から武蔵野南線への接続線」を「新百合ヶ丘駅 - 田園都市線との接続駅 - 梶ヶ谷貨物ターミナル駅」の区間、「武蔵野南線の旅客線化」を「梶ヶ谷貨物ターミナル駅 - 武蔵小杉駅」の区間とした。武蔵野南線の規格に合わせるため、軌間は1067mm。武蔵小杉駅より東については、新鶴見操車場跡地の小倉跨線橋付近に横須賀線の新駅（新川崎地区新駅）を設置し、武蔵野南線経由で新川崎地区新駅に乗り入れる構想だった。
また、7号答申に位置づけられた羽田アクセス線改め神奈川東部方面線のうち、川崎 - 新横浜間を新川崎地区新駅経由とし、新川崎地区新駅 - 川崎間を先行建設する構想と、川崎駅において神奈川東部方面線と京急大師線の相互直通運転を行う構想も公表していた。すなわち、新百合ヶ丘から武蔵野南線への接続線・武蔵野南線の旅客化・新川崎地区新駅・神奈川東部方面線の先行建設区間・京急大師線の連続立体交差化をつなぎ合わせて川崎市内を縦貫する構想であった。
- 路線データ
  - 区間：新百合ヶ丘 - 武蔵小杉
    - 初期整備区間：新百合ヶ丘 - 田園都市線接続駅
    - 2期整備区間：田園都市線接続駅 - （梶ヶ谷貨物ターミナル駅で武蔵野南線に乗り入れ） - 武蔵小杉

  - 路線距離：約16km
    - 初期整備区間：約8km
    - 2期整備区間：約8km

  - 駅数：未公表。ただし駅間隔1 - 2km。
  - 軌間：1067mm
  - 複線区間：全線複線
  - 電化区間：全線（直流1500V）
  - 集電方式：架空線方式

- 設置駅
  - 公表されていたもの：新百合ヶ丘駅・梶ヶ谷貨物ターミナル駅、武蔵小杉駅
  - 田園都市線接続駅を設置するが、具体名は未公表。
  - その他に1 - 2km間隔で駅を設置。

- 建設事業費：約3600億円[26]
  - 初期整備区間：約2400億円[27]
  - 2期整備区間：約1200億円

### 1998年川崎市案
1998年12月に運輸政策審議会の小委員会でヒアリングを受け、それに答える形で提出した案。新百合ヶ丘駅で小田急多摩線と相互直通運転を行うことを小田急電鉄と協議していると、1999年7月に川崎市議会で公表している。
また、神奈川東部方面線（川崎 - 新横浜間）を建設し、川崎駅において京急大師線と相互直通運転を行う案も、運輸政策審議会に提出していた。
- 路線データ
  - 区間：新百合ヶ丘 - 川崎
    - 初期整備区間：新百合ヶ丘 - 宮前平
    - 2期以降の整備区間：宮前平 - 川崎

  - 路線距離：約22km
    - 初期整備区間：約8km
    - 2期以降の整備区間：約14km

  - 駅数：未公表。ただし駅間隔1 - 2km
  - 軌間：1067mm
  - 複線区間：全線複線
  - 電化区間：全線（直流1500V）
  - 集電方式：架空線方式

- 設置駅
  - 公表されていたもの：新百合ヶ丘駅・宮前平駅・新川崎地区新駅・川崎駅
  - 東横線接続駅を設置するが、具体名は未公表。
  - その他に1 - 2km間隔で駅を設置。

- 建設事業費：約6600億円
  - 初期整備区間：約2400億円
  - 2期以降の整備区間：約4200億円

### 鉄道事業許可計画
将来の2期整備区間の建設とそれに伴う京急大師線との相互直通運転を考慮して、基本的な規格は京急大師線にあわせたものとしている。車両基地設置は宮前区水沢地区へ設置予定。各駅停車列車のほか主要駅のみ停車する急行列車も運転するため、野川駅に待避施設を設けることとしている。
- 路線データ
  - 区間：新百合ヶ丘 - 川崎
    - 初期整備区間：新百合ヶ丘 - 元住吉
    - 2期整備区間：元住吉 - 川崎

  - 路線距離：約21.6km
    - 初期整備区間：15.4km
    - 2期整備区間：約6.2km

  - 駅数：14駅（起終点駅含む）
  - 軌間：1435mm
  - 複線区間：全線複線
  - 電化区間：全線（直流1500V）
  - 集電方式：架空線方式

- 設置駅[28]
  - 新百合ヶ丘駅 - 長沢駅 - 医大前駅 - 蔵敷駅 - 犬蔵駅 - 宮前平駅 - 野川駅 - 久末駅 - 井田駅 - 元住吉駅 - 夢見ヶ崎駅 - 新川崎地区新駅 - 都町駅 - 川崎駅

- 建設事業費：約7156億円
  - 初期整備区間：5226億円
  - 2期整備区間：約1930億円

### 2003年川崎市見直し案
2001年の鉄道事業許可計画のルートを踏襲しつつ、軌間を1067mm、車両長を20mに変更して小田急多摩線との相互直通運転を行うこととした。これにより新百合ヶ丘駅は小田急の既設駅を使用することとして建設費の低減を狙っている。一方で、2期整備区間では将来的に川崎駅から軌間1435mm、車両長18mの京急大師線との相互直通運転も検討するとしていた。このため、京急大師線との相互直通運転については軌間可変電車の導入や改軌が検討課題として浮上した。車両長については「大師線の連続立体事業は、東部方面線と相互直通をする計画があったので、20m車両でホームを作っており、小田急線と相直になったら大師線も変えなければならないということはない。京急さんの車両は18mだが、ホームは20mで作っている。」としている。待避施設の設置は野川駅から宮前平駅に変更することとした。
なお、水沢地区に設置する計画だった車両基地の建設は中止し、2期整備区間の開業までは乗り入れ先となる小田急多摩線の車両基地（喜多見検車区唐木田出張所）を活用することとした。唐木田の代わりとなる小田急の代替基地については一切触れられていないが、川崎市は相互直通運転を行うこと及び車両基地の使用について市と小田急双方で確認できていたとしている。
- 路線データ[31]
  - 区間：新百合ヶ丘 - 川崎
    - 初期整備区間：新百合ヶ丘 - 元住吉
    - 2期整備区間：元住吉 - 川崎

  - 路線距離：約21.8km
    - 初期整備区間：15.6km
    - 2期整備区間：約6.2km

  - 駅数：14駅（起終点駅含む）
  - 軌間：1067mm
  - 複線区間：全線複線
  - 電化区間：全線（直流1500V）
  - 集電方式：架空線方式

- 設置駅
  - 新百合ヶ丘駅 - 長沢駅 - 医大前駅 - 蔵敷駅 - 犬蔵駅 - 宮前平駅 - 野川駅 - 久末駅 - 井田駅 - 元住吉駅 - （未定） - 新川崎地区新駅 - （未定） - 川崎駅

- 建設事業費：約6205億円（2004年12月に約5979億円に修正）
  - 初期整備区間：4267億円（2004年12月に4016億円に修正）
  - 2期整備区間：約1938億円（2004年12月に約1963億円に修正）

### 2005年川崎市見直し案
規格は2003年見直し案を踏襲するが、より採算性の高い路線とするため久末以東のルートを変更し、初期整備区間を新百合ヶ丘 - 武蔵小杉間、2期整備区間を武蔵小杉 - 川崎間とした。川崎フロンターレの本拠地である等々力陸上競技場・市民ミュージアム・とどろきアリーナなど川崎市の大型公共施設が集中する等々力緑地駅を新たに経由地に加え、図書館やマンション・大型商業施設など大規模再開発が進む武蔵小杉駅（再開発の詳細は武蔵小杉参照）へと繋ぎ、南武線・東急東横線・東急目黒線に接続するほか、横須賀線（2010年3月に駅開設。2005年当時は計画段階）とも接続する。この案を基本に、2008年度補助採択、2010年度工事着工というスケジュールで国との協議が進められていたが、国の2008年度予算概算要求で新規の事業採択要求路線に取り上げられず、2009年度の事業許可は難しい情勢となった。今後は、都市鉄道等利便増進法を活用し整備主体と営業主体を分離する上下分離方式とすることを検討することも含めて、早期事業化に向け引き続き国との協議に積極的に取り組む、とされている。
2期整備区間のルートについては、2006年7月29日の朝日新聞川崎版によれば、交通に不便な南加瀬地区を通る「加瀬・小倉ルート」、交通結節点機能強化の計画がある再開発中の新川崎地区を通る「新川崎ルート」、南加瀬地区と幸区役所付近を通る「古市場・小向ルート」の3つが検討されている。2003年見直し案に引き続き、軌間を1067mmとしているため、1435mm軌間を採用している京急大師線との相互直通運転については軌間可変電車の導入や改軌が検討課題として存在している。また、JR南武線と並走しているため、2期整備区間案自体を廃止し、軌間が1067mmのJR南武線に乗り入れる計画も浮上している。
なお、小田急との相互直通運転及び唐木田車両基地の使用が前提の計画であったが、これに関する合意が出来ていないまま推進していた計画であった。
- 路線データ[33]
  - 区間：新百合ヶ丘 - 川崎
    - 初期整備区間：新百合ヶ丘 - 武蔵小杉
    - 2期整備区間：武蔵小杉 - 川崎

  - 路線距離：約25.0km
    - 初期整備区間：16.7km
    - 2期整備区間：約8.3km

  - 駅数：15駅（起終点駅含む）
  - 軌間：1067mm
  - 複線区間：全線複線
  - 電化区間：全線（直流1500V）
  - 集電方式：架空線方式

- 設置駅
  - 新百合ヶ丘駅 - 長沢駅 - 医大前駅 - 蔵敷駅 - 犬蔵駅 - 宮前平駅 - 野川駅 - 久末駅 - 子母口駅 - 等々力緑地駅 - 武蔵小杉駅 - （未定） - （未定） - （未定） - 川崎駅

- 建設事業費：約6353億円
  - 初期整備区間：4246億円（2009年5月に4336億円に修正）
  - 2期整備区間：約2107億円

## 駅一覧
- 2005年川崎市見直し案の初期整備区間のみ。停車駅などは川崎縦貫高速鉄道線整備事業ホームページの運行計画に基づく[34]。
- 全駅神奈川県川崎市に所在
- 停車駅 … ●：停車、｜：通過。各駅停車はすべての駅に停車するため省略。

| 駅名         | 駅間キロ | 累計キロ | 急行 | 接続路線・備考 | 所在地         |
| ------------ | -------- | -------- | ---- | --- | -------------- |
| 新百合ヶ丘駅 | -        | 0.0      | ●    | 小田急線（小田急多摩線と相互直通運転予定） 小田急多摩線のホームを利用予定 将来的に横浜市営地下鉄ブルーラインとも相互直通運転予定 | 麻生区万福寺   |
| 長沢駅       | 2.7      | 2.7      | ｜   | 神奈川県立百合丘高等学校付近に建設予定                                                                                           | 多摩区南生田   |
| 医大前駅     | 1.4      | 4.1      | ｜   | 聖マリアンナ医科大学付近に建設予定                                                                                               | 宮前区菅生     |
| 蔵敷駅       | 1.0      | 5.1      | ｜   | 蔵敷交差点（蔵敷バス停）付近に設置予定                                                                                           | 宮前区菅生     |
| 犬蔵駅       | 1.6      | 6.7      | ｜   | 犬蔵交差点（東名川崎IC）付近に設置予定                                                                                           | 宮前区犬蔵     |
| 宮前平駅     | 1.6      | 8.3      | ●    | 東急田園都市線 待避可能ホームを設置予定 東急田園都市線宮前平駅地下に設置予定                                                     | 宮前区宮前平   |
| 野川駅       | 1.6      | 9.9      | ｜   | 宮前区休日急患診療所付近に設置予定                                                                                               | 宮前区野川     |
| 久末駅       | 2.1      | 12.0     | ｜   | 野川交差点（市バス 野川バス停）付近に設置予定                                                                                    | 高津区野川     |
| 子母口駅     | 1.3      | 13.3     | ｜   | 江川橋跡付近に設置予定 | 高津区子母口   |
| 等々力緑地駅 | 1.9      | 15.2     | ｜   | 会館とどろき付近に設置予定 | 中原区宮内     |
| 武蔵小杉駅   | 1.5      | 16.7     | ●    | 東急東横線・東急目黒線・JR南武線・JR横須賀線・JR湘南新宿ライン JR線・東急線武蔵小杉駅地下に設置予定                              | 中原区新丸子東 |

1. ↑  完成後は現在新宿方にある留置線付近から小田急線に合流、多摩線と共同でホームを使用し、相互直通運転をする計画となっていた。

## 横浜市営地下鉄ブルーライン延伸計画
2019年（平成31年）1月23日に横浜市は、横浜市営地下鉄ブルーライン（横浜市高速鉄道3号線）あざみ野駅 - 新百合ヶ丘駅間の延伸計画の事業化を発表した。2030年（令和12年）頃の開業を目指すとしており、延伸計画が実現すれば、市営地下鉄建設を断念した川崎市としては初の地下鉄路線が開業することになる。
翌2020年（令和2年）1月21日に横浜市は、あざみ野 - 新百合ヶ丘間の延伸区間の予定ルートと駅位置を発表し、横浜市・横浜市交通局・川崎市の連名でプレスリリースを公表した。開業予定は2030年（令和12年）で、各駅の位置は以下のとおり予定されている。
1. あざみ野駅 - 横浜市青葉区あざみ野（既設駅）
2. 嶮山（けんざん）[38]付近 - 横浜市青葉区すすき野（新駅）
3. すすき野付近 - 横浜市青葉区すすき野（新駅）
4. ヨネッティー王禅寺付近 - 川崎市麻生区王禅寺（新駅）
5. 小田急線新百合ヶ丘駅南口付近 - 川崎市麻生区万福寺

なお、この延伸計画では、川崎市内の新駅予定地となるヨネッティー王禅寺は路線バスなどとの結節点としても位置づけられ、川崎北部の公共交通ネットワーク拠点としての機能強化も謳われている。